# 201.º Regimiento de Instrucción Aérea
El 201º Regimiento de Instrucción Aérea (201. Flieger-Ausbildungs-Regiment) unidad militar de la  Luftwaffe durante la Segunda Guerra Mundial.

## Historia
Formada en 1941(?). En enero de 1945, luchó en el área de Breslau, probablemente bajo la dirección del teniente coronel Wolfgang Kalepky.

## Comandantes
- Teniente coronel Wolfgang Kalepky (?) - (1941 - 1945)
- Coronel Wilhelm von Friedeburg
- Olt. Kurt F.A. Meyer (Adjunto)
- Capitán de Reserva Hermann Mentel